# Ezüst-kromát
Az ezüst-kromát (Ag2CrO4) barnásvörös monoklin kristály, és a modern fotózás kémiai elődje. Ezüst-nitrát (AgNO3) és kálium-kromát (K2CrO4) vagy nátrium-kromát (Na2CrO4) egyesítésével lehet létrehozni. Ez a reakció fontos volt az idegtudományban, a neuronok mikroszkóppal történő megfigyeléséhez alkalmazott Golgi-festésben: az ezüst-kromát kicsapódásakor a sejt alakja láthatóvá válik.

## Előállítása
Az ezüst-kromátot kálium-kromát és ezüst-nitrát reakciójával állítják elő tisztított vízben – az ezüstkromát kiválik a vizes reakcióelegyből.

## Laboratóriumi felhasználása
Magának a vegyületnek a laboratóriumi felhasználása meglehetősen korlátozott, bár képződését arra használják, hogy az egyensúlyi pont elérését az argentometriás Mohr-módszerben a klorid ezüst-nitráttal történő titrálásakor jelezze.
Az ezüst-kromát oldhatósága nagyon alacsony (Ksp = 1,1·10−12 vagy 6,5·10−5 mol/L).
A kromát anion ezüsttel való reakcióképessége alacsonyabb, mint a halogenideké (klorid stb.). Így a két ion jelenlétében ezüst-klorid képződik. Ezüst-kromát csak akkor keletkezik és csapódik ki az oldatból, ha már nem maradt klorid (vagy más halogenid).
A végpont előtt az oldat citromsárga, tejszerű megjelenésű, a kromátion színe és a már kialakult ezüst-klorid csapadék miatt. A végpont megközelítésekor az ezüst-nitrát hozzáadása egyre lassabban eltűnő vörös elszíneződéseket okoz. Amikor a vörösesbarnás szín megmarad (benne szürkés ezüst-klorid foltokkal), elértük a titrálás végpontját. Ez semleges pH-ra vonatkozik. Nagyon savas pH-értékek esetén az ezüst-kromát oldható, lúgos pH-nál az ezüst hidroxid formájában kicsapódik.
Ez a reakció használatos például sós vizű medencék kloridszintjének meghatározására.[forrás?]

## Fordítás
- Ez a szócikk részben vagy egészben  a   Silver chromate című angol Wikipédia-szócikk ezen változatának fordításán alapul.  Az eredeti cikk szerkesztőit annak laptörténete sorolja fel. Ez a jelzés csupán a megfogalmazás eredetét és a szerzői jogokat jelzi, nem szolgál a cikkben szereplő információk forrásmegjelöléseként.